# Libellula herculea
Libellula herculea är en trollsländeart som beskrevs av Karsch 1889. Libellula herculea ingår i släktet Libellula och familjen segeltrollsländor. Inga underarter finns listade i Catalogue of Life.

## Bildgalleri

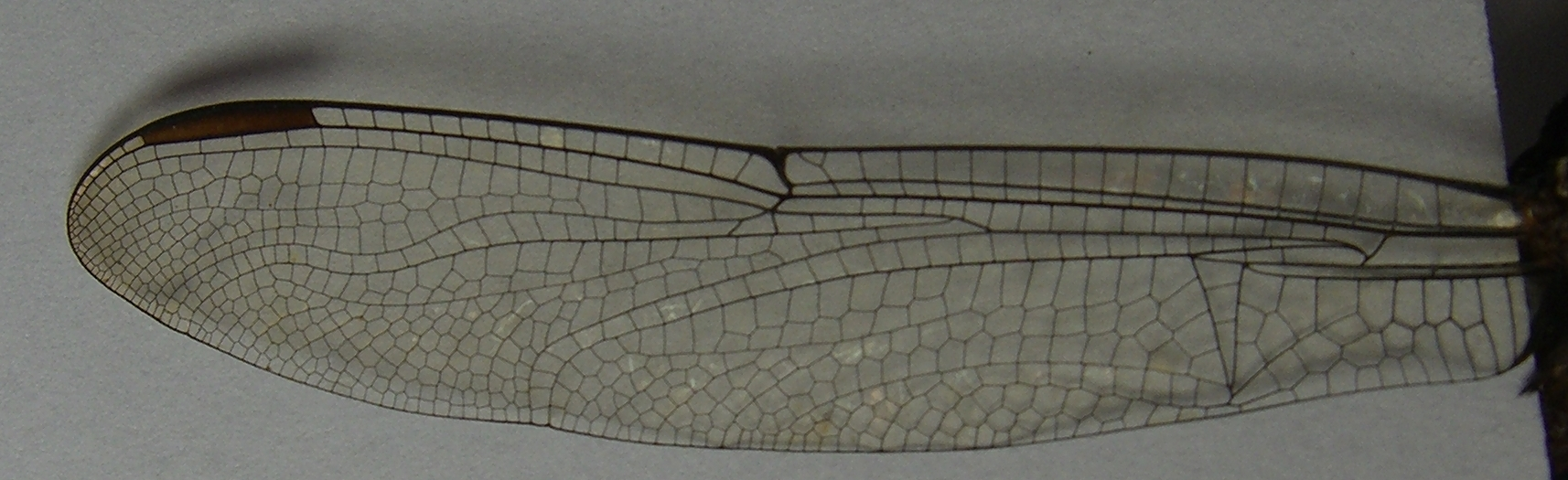